# Ian Gilmour (baron Gilmour de Craigmillar)
Pour les articles homonymes, voir Ian Gilmour.
Ian Hedworth John Little Gilmour, baron Gilmour de Craigmillar, (8 juillet 1926 - 21 septembre 2007) est un homme politique conservateur au Royaume-Uni. Il est titré Ian Gilmour, 3e baronnet en 1977, ayant succédé à son père comme Baronnet, jusqu'à ce qu'il devienne pair de vie en 1992. Il est secrétaire d'État à la Défense en 1974, dans le gouvernement d'Edward Heath. Il sert dans le gouvernement de Margaret Thatcher, en tant que Lord du sceau privé de 1979 à 1981.

## Jeunesse
Gilmour est le fils du lieutenant-colonel John Gilmour, 2e baronnet, et de sa femme, Victoria, petite-fille de George Cadogan (5e comte Cadogan). Ses parents divorcent en 1929 et son père épouse Mary, la fille aînée de James Hamilton (3e duc d'Abercorn). La famille a des terres en Écosse et il hérite d'un domaine substantiel et de parts de la brasserie Meux de son grand-père, l'amiral de la flotte, Hedworth Meux.
Ils vivent dans le parc de Syon Park à Londres, avec une maison en Toscane. Il fait ses études au Collège d'Eton et étudie l'histoire au Balliol College d'Oxford.
Il sert avec les Grenadier Guards de 1944 à 1947. Il est admis au barreau d'Inner Temple en 1952 et est un élève de Quintin Hogg pendant deux ans. Il achète The Spectator en 1954 et en est le rédacteur de 1954 à 1959. Il vend The Spectator à l'homme d'affaires Harold Creighton en 1967. Sa période comme directeur du magazine est considérée comme l'un des points forts de la longue histoire de ce journal.

## Député
Il est élu député de Central Norfolk lors d'une élection partielle en 1962, gagnant par 220 voix. Il occupe ce siège jusqu'en 1974, date à laquelle son siège est aboli en raison de changements de limites, et il représente le siège conservateur sûr de Chesham et Amersham, siégeant de 1974 jusqu'à sa retraite en 1992.
Au parlement, il est un social-libéral, votant pour abolir la peine de mort et légaliser l'avortement et l'homosexualité. Il soutient également la campagne d'adhésion à la CEE. Il est secrétaire parlementaire privé de Quintin Hogg à partir de 1963. Il est l'un des rares députés à voter contre la loi de 1968 sur les immigrants du Commonwealth, la considérant comme raciste et conçue pour «empêcher les noirs d'entrer».
Gilmour soutient la cause arabe quand elle était moins populaire dans les cercles progressistes qu'elle ne l'est devenu plus tard et l'a soutenue tout au long de ses années à la Chambre des communes, où son principal allié est Dennis Walters.

### Au gouvernement
Il sert dans le gouvernement d'Edward Heath à partir de 1970, occupant divers postes subalternes au ministère de la Défense sous Peter Carington : sous-secrétaire d'État parlementaire à l'armée de 1970 à 1971, puis ministre d'État à la Défense. Il est admis au Conseil privé en 1973. Il remplace Carrington en janvier 1974 pour rejoindre le cabinet de Heath en tant que Secrétaire d'État à la Défense, mais perd son poste après que les travaillistes aient remporté le plus de sièges aux Élections générales britanniques de février 1974. Il est dans le cabinet fantôme après les élections générales de février 1974 en tant que secrétaire de la Défense fantôme jusqu'à la fin de 1974. De la fin de 1974 à février 1975, il est Secrétaire d'État pour l'Irlande du Nord du cabinet fantôme.
Dans l'opposition, Gilmour rejoint au département de recherche conservateur. Avec Chris Patten, il rédige le manifeste du Parti conservateur pour les élections d'octobre 1974 - une deuxième défaite, de manière plus large. Lorsque Margaret Thatcher devient la nouvelle chef du parti conservateur, elle nomme Gilmour au poste de Secrétaire d'État à l'Intérieur du cabinet fantôme en 1975, puis en tant que Secrétaire d'État à la Défense du cabinet fantôme de 1976 à 1978. Il est nommé Lord du sceau privé après les élections générales de 1979, en tant que principal porte-parole du gouvernement à la Chambre des communes pour les affaires étrangères et du Commonwealth, travaillant à nouveau sous Lord Carrington, qui, en tant que ministre des Affaires étrangères, siège à la Chambre des lords. Il copréside avec Carrington les pourparlers de Lancaster House, qui conduisent à la fin du gouvernement d'Ian Smith en Rhodésie et à la création d'un Zimbabwe indépendant sous la direction de Robert Mugabe. Il négocie avec la CEE pour réduire la contribution financière de la Grande-Bretagne.

### Retraite
Gilmour n'a pas de bonnes relations avec Margaret Thatcher. Elle fait remarquer dans son autobiographie, quelque peu sarcastique: «Ian est resté au ministère des Affaires étrangères pendant deux ans. Par la suite, il devait me montrer la même loyauté des banquettes arrière qu'il avait au gouvernement. " Il reste en poste au remaniement en janvier 1981, mais est limogé le 14 septembre 1981. Il annonce que le gouvernement «allait à toute vitesse vers les rochers», et déclare qu'il regrettait de ne pas avoir démissionné auparavant.
Gilmour est un modéré qui est en désaccord avec la politique économique du premier ministre Thatcher. Il est devenu le "mouillé" le plus direct dans son expression.
Gilmour reste à l'Arrière-ban jusqu'en 1992 et s'est opposé à de nombreuses politiques thatchérites, notamment l'abolition du Greater London Council, le plafonnement des taux et la Poll tax. Il est en faveur de la représentation proportionnelle. En 1989, il est considéré par des députés d'arrière-ban mécontents comme un futur leader possible; en l'occurrence, il soutient Sir Anthony Meyer dans son défi à la direction en décembre 1989. Cependant, il ne participe pas à nouveau à la politique britannique de première ligne et reçoit une pairie à vie par John Major le 25 août 1992, devenant le baron Gilmour de Craigmillar, de Craigmillar dans le district de la ville d'Édimbourg, dont sa famille est, pendant plusieurs centaines d'années, les suzerains féodaux.
Il est expulsé du Parti conservateur en 1999 pour avoir soutenu le Parti conservateur pro-euro lors des élections au Parlement européen. À l'heure des questions du 23 juin 1999, le Premier ministre Tony Blair décrit cette décision comme une démonstration de la façon dont le Parti conservateur est devenu de droite et anti-européen.

## Prises de position
Gilmour est connu pour avoir écrit des ouvrages dans la perspective du Conservatisme one-nation au sein du Parti conservateur, en opposition au thatchérisme ; en particulier dans ses livres Dancing with Dogma (1992) et (avec Mark Garnett) Whatever Happened to the Tories (1997) et dans ses articles critiques dans des revues telles que le London Review of Books. Son livre, Inside Right (1977) est une introduction à la pensée et aux penseurs conservateurs. Il écrit également les livres The Body Politic (1969), Britain Can Work (1983), Riot, Risings and Revolution (1992) et The Making of the Poets: Byron and Shelley in their Time (2002).
Il est pro-européen.
Il est président de l'aide médicale pour les Palestiniens de 1993 à 1996 et président de la Byron Society de 2003 jusqu'à sa mort.

## Vie privée
Le 10 juillet 1951, Gilmour épouse Caroline Margaret Montagu-Douglas-Scott, la plus jeune fille du 8e duc de Buccleuch et sœur de John Scott (9e duc de Buccleuch). Leur mariage est suivi par plusieurs membres de la famille royale britannique, dont la reine Mary, la reine Elizabeth (plus tard la reine mère) et Élisabeth II. Ils vivent à Isleworth et ont quatre fils et une fille. Le 22 février 1974, Caroline Gilmour lance le HMS Cardiff. Son épouse est décédée en 2004. Son fils aîné, David Gilmour, lui succède comme baronnet. Parmi les plus jeunes fils, Oliver Gilmour (en) est chef d'orchestre et Andrew Gilmour est un haut fonctionnaire des Nations unies. Il est le grand-père l'historien britannique Tim Bouverie.
Lord Gilmour est décédé le 21 septembre 2007 de causes non révélées, à l'âge de 81 ans, à l'hôpital West Middlesex, à Isleworth, dans le Grand Londres, après une courte maladie .